# اچ‌ام‌ای‌اس بونتروپ
اچ‌ام‌ای‌اس بونتروپ (به انگلیسی: HMAS Bonthorpe) یک کشتی است که طول آن ۱۲۵٫۵ فوت (۳۸ متر) می‌باشد. این کشتی در سال ۱۹۱۷ ساخته شد.